# Susan Karike
Susan Karike Huhume (c. 1956 - 11 de abril de 2017) fue un ama de casa papú quien, durante su escolaridad, diseñó la bandera nacional de su país. Se casó con Nanny Huhume, tuvieron cuatro hijos y doce nietos. Falleció en abril de 2017 a causa de un accidente cerebrovascular y fue enterrada el 28 de julio del mismo año.

## Creación de la bandera
El 12 de febrero de 1972, cuando Karike tenía 15 años, su colegio, la Escuela de la Misión Católica en Isla Yule, de Provincia Central, recibió la visita del Comité de Selección de Desarrollo Constitucional. Este comité tenía un diseño preliminar para la bandera del país, creado por el artista australiano Hal Holman. Sin embargo, les pidieron a los estudiantes que pensaran una nueva paleta de colores para la bandera. Karike no consideró que los colores originales de azul, amarillo y verde fueran lo suficientemente tradicionales, ni le gustaron las franjas verticales que la dividían. Ella, entonces, hizo su propio diseño en su libro de ejercicios, que consistió en una línea diagonal, con los motivos de la Cruz del Sur y el ave del Paraíso, pintada con los colores rojo, negro y amarillo. El 1 de marzo de dicho año presentó su dibujo, que fue adoptado oficialmente como bandera de Papúa Nueva Guinea el 4 de marzo.

## Reconocimientos
En 2017, el Museo Nacional de Papúa Nueva Guinea fue rediseñado y una de las galerías recibió el nombre de Karike, en su honor.
A pesar de haber diseñado la bandera nacional, Karike no tuvo gran reconocimiento durante su vida. No recibió pensión alguna del gobierno y vivió en la pobreza. La demora de tres meses entre su fallecimiento y su entierro se debió a que el primer ministro le prometió a su familia que tendría un funeral estatal, aunque no cumplió su promesa.

## Galería

El diseño inicial de Hal Holman
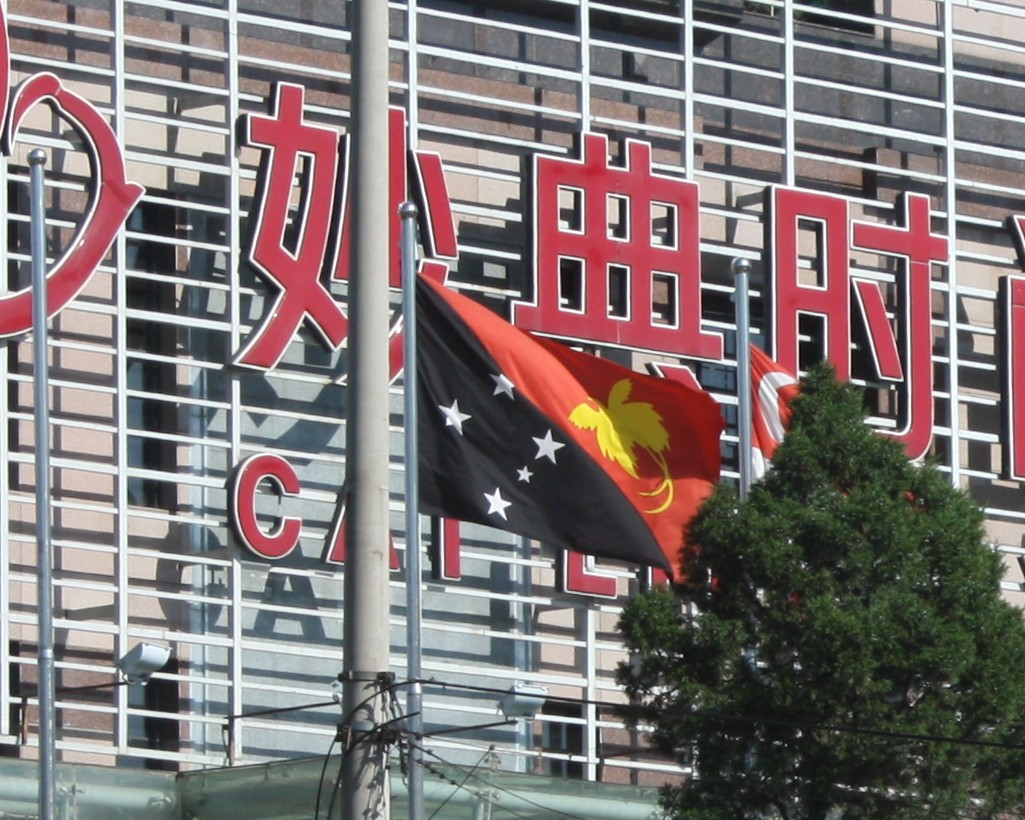
La bandera en Beijing
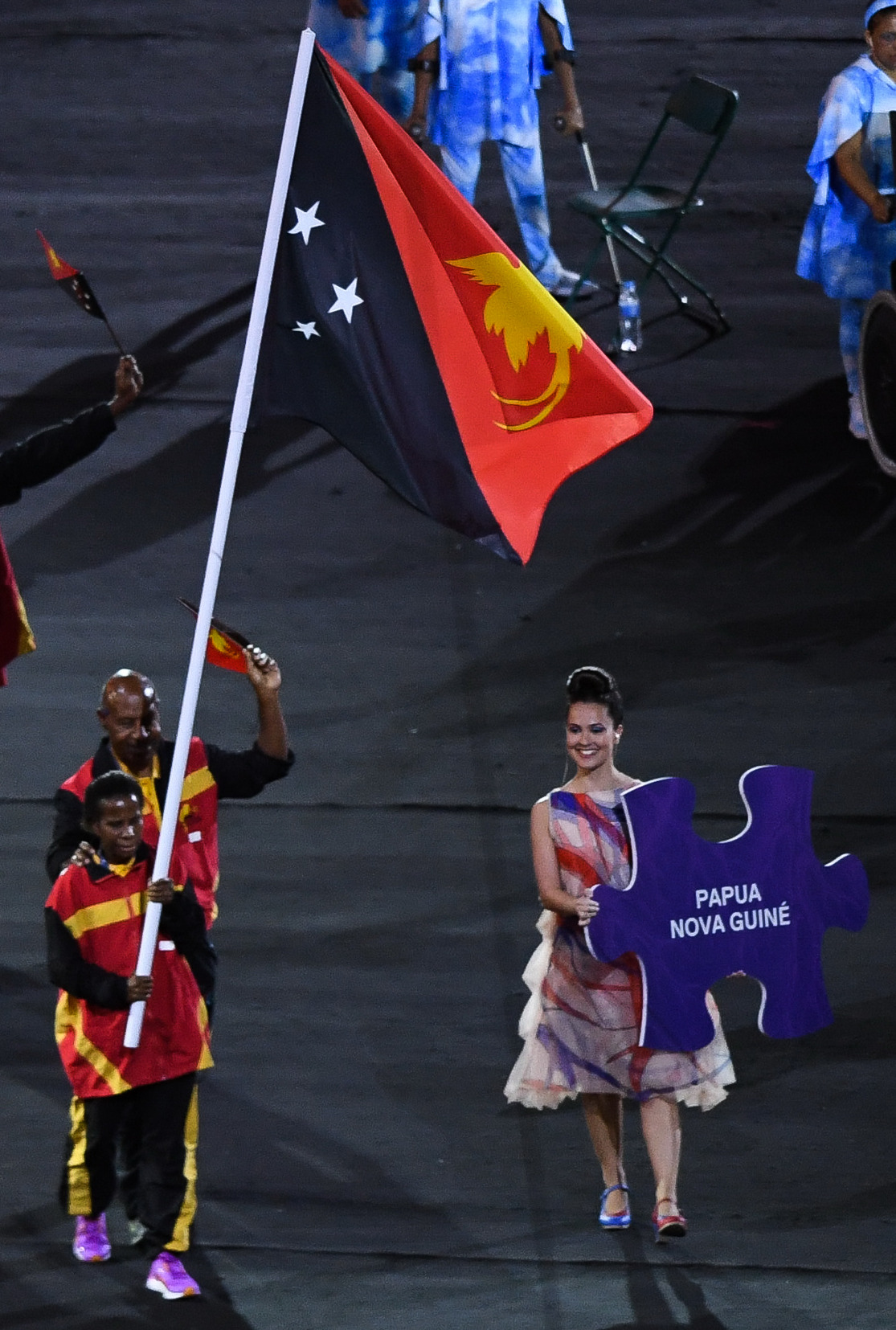
La bandera en los Juegos Paralímpicos de Río de Janeiro 2016.